# MSQL
mSQL (она же MiniSQL) — легковесная клиент-серверная реляционная СУБД, выпускаемая компанией Hughes Technologies. Впервые выпущенная в 1994 году, она заполнила вакуум образовавшийся между встроенными настольными СУБД типа Microsoft Access и такими коммерческими СУБД уровня предприятия как Oracle и DB2. С 1994 по 1997 год её популярность росла и mSQL стала популярной среди open source разработчиков. При этом исходный код самой mSQL не является открытым.
С 1996 года развитие mSQL затормозилось, вследствие чего её место заняла MySQL. В 1999 году MySQL обогнала mSQL по популярности. Последняя версия mSQL — 4.4 — была выпущена 20 октября 2021 года. Примечательно, что между выпуском версий 3.8 и 3.9 прошло чуть менее 5 лет.